# Porcellana di Ansbach
Già nel 1710 il margravio Guglielmo Federico di Brandeburgo-Ansbach aveva avviato una fabbrica di ceramica. Il suo successore Carlo Alessandro assunse maestranze provenienti da Meissen per iniziare nel 1757 a realizzare manufatti di porcellana a pasta dura. Dal 1763 la manifattura era ospitata nel castello di caccia di Bruckberg.
Direttore della manifattura fu uno dei più grandi modellatori e pittori della storia della porcellana, Johann Friedrich Kaendler, cugino del modellmeister di Meissen, ed ebbe fra gli artisti che vi lavorarono: il capo dei pittori J. M. Schollhammer, il pittore di paesaggi J. Stenglein e J. K. Gerlach che era arrivato ad Ansbach da Meissen nel 1759. la fabbrica di Ansbach produsse deliziosi servizi da tavola dipinti a soggetto naturalistico e delicati gruppi e statuine sempre più sensibili al gusto di Berlino che a quello di Meissen. Realizzò inoltre graziose figurine in stile rococò.
Quando il margraviato di Ansbach passò al neonato Regno di Baviera nel 1806, la manifattura fu privatizzata. Nel 1860 la stessa andò in fallimento.